# Graien

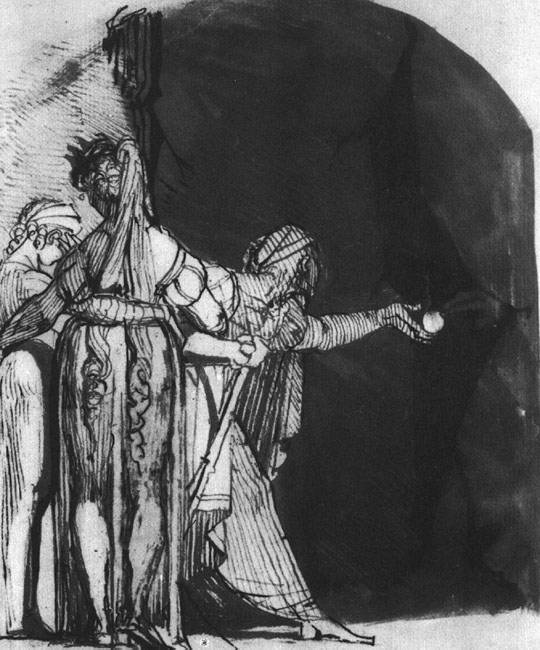
Perseus Returning the Eye of the Graii (Perseus gibt das Auge der Graien zurück); Zeichnung von Henry Fuseli

Die Graien (altgriechisch γραῖαι graíai, deutsch ‚Greisinnen‘) mit Namen Pemphredo, Enyo und Deino sind die Töchter des Phorkys und der Ketos. Sie sind in der griechischen Mythologie als die drei Schwestern der Gorgonen oder auch als „die Grauen“ bekannt, da sie seit Geburt grauhaarig sind. Die Graien sind anscheinend nichts anderes als das personifizierte Alter.
Um sie von anderen greisen Göttinnen, wie den Moiren, zu unterscheiden, werden sie auch als die „Graeae des Phorkys“, „Phorkiden“ oder „Phorkyaden“ bezeichnet. Sie kamen schon als Greisinnen zur Welt und teilten sich zusammen einen Zahn und ein Auge, die sie sich gegenseitig bei Bedarf überließen. An ihrer Wohnstatt, einer Höhle am Fuße des Atlas, leuchteten weder Sonne noch Mond – ein Hinweis darauf, dass von Perseus sehr viel verlangt wurde, als er sich mit ihnen treffen musste.
Perseus überlistet sie auf seiner Suche nach der Gorgo Medusa, deren Aufenthaltsort nur die Graien kennen, indem er ihnen anbietet, das Auge und den Zahn zu halten, damit sie seine Wegzehrung essen können, nach der es sie gelüstet. Perseus erpresst sie nun: Entweder sie sagen ihm, wo die Medusa zu finden sei, oder alle drei bleiben blind und zahnlos. Nachdem er die Auskunft bekommen hat, gibt er ihnen wohl den Zahn zurück, wirft das Auge aber in den Tritonsee, so dass sie danach tauchen müssen und die in der Nähe wohnenden Nymphen durch dieses erzwungene Bad endlich vom Gestank der Graien befreit werden.
Ein alternativer Handlungsverlauf wird von Karl Kerényi dargestellt: Die Graien halten jeweils einzeln Wache am Eingang zu den Gärten der Hesperiden, müssen sich somit beim Wachwechsel das einzige Auge überreichen und sind jeweils zu diesem Zeitpunkt alle zusammen blind. Perseus – zusätzlich unter dem Schutz seiner Tarnkappe – wartet auf diesen Augenblick und stiehlt den Graien das Auge, um sie erpressbar zu machen. Hesiod kennt nur zwei Graien, nämlich die „schöngewandete“ Pemphredo und die „safran-gewandete“ Enyo und betont deren schönes Gesicht. Nach einer anderen Erzählung handelt es sich bei den Graien um schwanenähnliche greise Jungfrauen.